# 原生質絲

原生質絲示意圖。

分子經原生質絲在細胞間交流的行為稱共質體途徑（藍色部分），經由細胞壁運輸稱為質體外途徑（橙色部分）

生質絲的基本構造：
CW=細胞壁（Cell wall）
CA=胼胝質（Callose）
PM=細胞膜（Plasma membrane）
ER=內質網（Endoplasmic reticulum）
DM=连丝微管（Desmotubule）
紅圈處=肌動蛋白
紫色點=其他蛋白質

原生質絲（英語：Plasmodesmata）為植物細胞和部分藻類細胞壁間貫穿細胞壁的特有孔道，可以讓相鄰細胞的細胞質相互流通。有微小孔道，為細胞間物質運輸與信息傳遞的重要通道，通道中有一連接兩細胞內質網的連絲微管，細胞質可經由原生質絲交流及運輸，此過程稱為共質體運輸。
目前已知擁有原生質絲的包含植物界的所有物種，以及藻類中輪藻綱、輪藻目、褐藻綱和鞘毛藻目。
植物細胞擁有動物細胞所沒有的細胞壁，鄰近的細胞藉由薄板相互分隔。雖然細胞壁對於部分蛋白質及溶質具有穿透性，但原生質絲對於共質體內的胞內運輸更可以控制原生質流的流向以及穿透的物質。
原生質絲有分兩種：初生原生質絲（primary plasmodesmata）及次生原生質絲（secondary plasmodesmata）。初生原生質絲在細胞分裂期間出現，而次生原生質絲是真正溝通成熟植物細胞的通道。
動物也有類似的構造，允許動物細胞間的物質交流，包含間隙連接（gap junctions）和膜奈米管（membrane nanotubes）

## 組成
原生質絲是當植物細胞分裂時，部份的高基氏體釋出的囊泡附於中膠層上。分裂時，中膠層上會產生一些小孔，可以溝通原生質，即為初生原生質絲，而在植物細胞成熟後，細胞壁逐漸加厚，這些小孔便會成為一條一條的管狀構造，即為次級原生質絲。

## 構造

### 原生質絲壁上的細胞膜
一個典型的植物細胞通常有103至105條原生質絲。胞質套筒的寬度約50-60 nm。
原生質絲壁可分為三層主層：細胞膜、胞質套筒（cytoplasmic sleeve）以及連絲微管（desmotubule），它們可以穿過約90 nm的細胞壁。
原生質絲壁上的細胞膜是細胞膜的延伸，化學構造與細胞膜相同，都為脂雙層。

### 胞質套筒（Cytoplasmic sleeve）
胞質套筒是一個被細胞膜包覆的管狀構造，內部充滿液體，可利用擴散作用運輸分子及離子（例如：醣類及胺基酸），此動作無須消耗額外的能量。
大型粒子仍可經由胞質套筒擴散入下一個細胞，但詳細機制仍不清楚。原生質絲對於物質通透性其中一個重要的調控是在原生質絲的管口部分聚集多醣，形成一個硬塊，稱為胼胝質（callose），使原生質絲的管徑縮小，藉此以控制原生質絲的通透性。

### 連絲微管（Desmotubule）
連絲微管是兩毗鄰細胞間平貼的內質網，部分物質可經由這些通道通過，但這並不被認為是原生質絲的最主要運輸方式。
在連絲微管周圍可觀測到電子密集物質。這些物質會聚集成輪輻狀構造，將原生質絲分成較小的孔道。這些構造可能由肌球蛋白和肌動蛋白構成。肌球蛋白和肌動蛋白是構成細胞骨架的物質，這可能也是原生質絲控制物質運輸的機制之一。

## 運輸

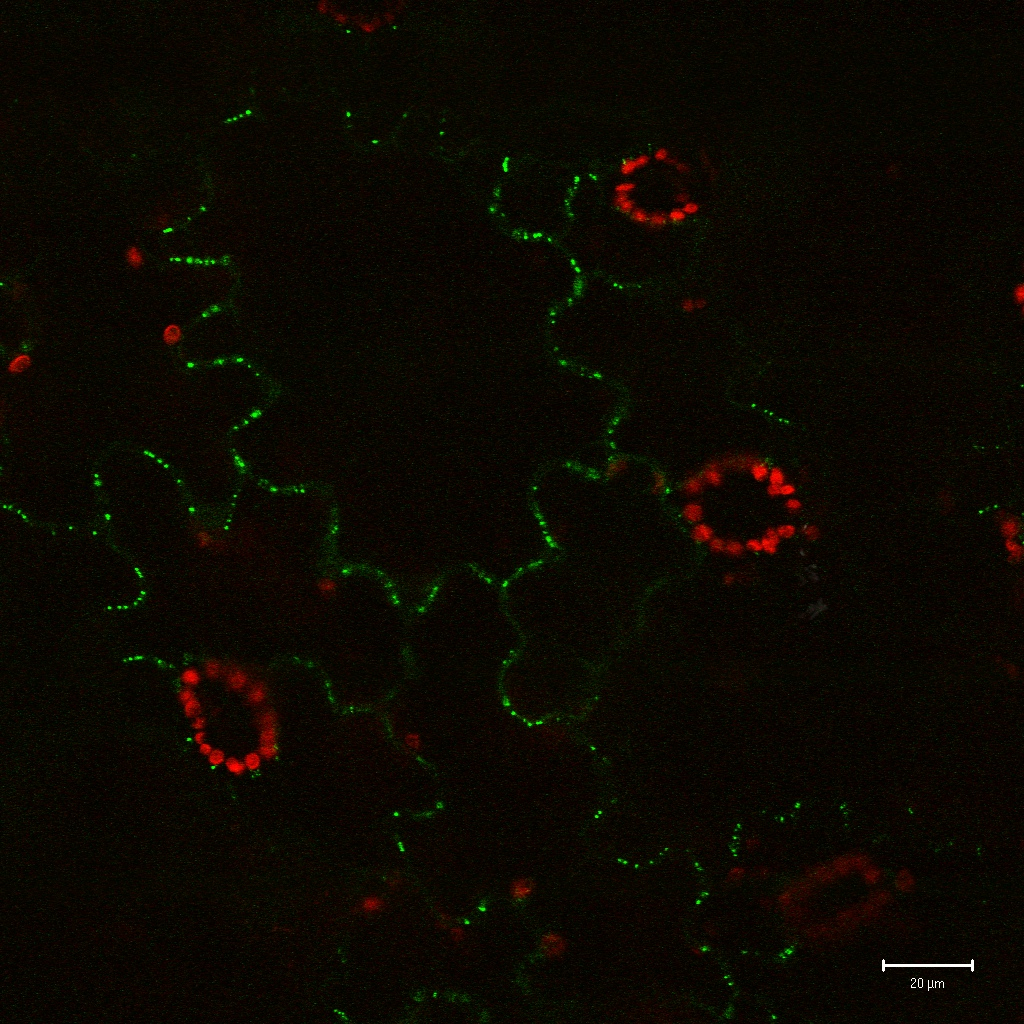
菸草鑲嵌病毒的運動蛋白-30（MP-30）鎖定原生質絲的位置。

原生質絲可以讓蛋白質（包括轉錄因子）、小干擾RNA、mRNA和病毒的基因組在細胞內流通。其中一個病毒的運動蛋白例子是MP-30。MP-30可結合病毒的基因組，並且將病毒的基因組經由原生質絲傳入未受感染的細胞。Flowering Locus T protein也可經由原生質絲從葉部移動至頂芽分生組織以促使開花。
可經由原生質絲傳送的粒子大小並不一定，植物可藉由活躍的調整機制來控制通過顆粒的大小。而相對的某些顆粒也可經由改變自己的大小來穿越原生質絲，如MP-30的大小可在700道耳吞到9400道耳吞之間，藉以協助某些物質傳送到整株植物。
學者已提出數種原生質絲的模型，認為原生質絲通透性的調節，是藉由與蛋白質或是部分未經折疊的伴隨蛋白的交互作用而調整。